# Cossypha heinrichi
La cosifa cabeciblanca (Cossypha heinrichi) es una especie de ave paseriforme de la familia Muscicapidae endémica de África Central. Se encuentra únicamente en el norte de Angola y el suroeste de la República Democrática del Congo. Está amenazada por la pérdida de hábitat, y se clasifica como especie vulnerable.

## Descripción
La cosifa cabeciblanca mide entre 22 y 23 cm, incluida su larga cola, y pesa entre 56 y 69 g. Como indica su nombre, su cabeza y cuello son blancos. Tener la cabeza blanca en su totalidad es una característica única entre los muscicápidos africanos. Su manto, espalda y plumas escapulares son de color pardo oliváceo, con las plumas de la espalda y escapulares más grisáceas. Su obispillo es de color canela anaranjado. Las plumas centrales de su cola son negras y el resto son de color canela anaranjado. Las plumas de sus alas, tanto las plumas de vuelo como las coberteras, son pardo negruzcas, con los bordes pardo oliváceos. Las partes inferiore de las alas son grises. Las partes inferiores de su cuerpo son de color canela anaranjado o ocre siena. Las hembras tienen la cola más corta que los machos. Los juveniles tienen la cabeza y el pecho de tonos pardos claros, y su espalda tiene un moteado anaranjado claro. Su vientre es más parduzco y sus patas son de color gris parduzco. Se observa que los juveniles mudan al plumaje de primer año entre abril y noviembre.

## Taxonomía
En 1954, Gerd Heinrich recolectó especímenes de aves en Angola, que fueron embarcados hacia el museo de historia natural de Chicago. Tres de estos especímenes eran de cosifa cabeciblanca, y sirvieron para que en 1955 Austin L. Rand describiera la especie Cossypha heinrichi. Es una especie monotípica, ya que en su reducido área de distribución no hay subespecies diferenciadas.

## Distribución y hábitat
Se encuentra únicamente en tres emplazanientos, dos en el norte de Angola, entre las que está la localidad tipo a unos 30 km al norte de Calandula. La tercera se encuentra en el suroeste de la República democrática del Congo, donde ocupa la reserva del bosque Bombo-Lumene y las zonas aledañas. En Angola este pájaro habita en el sotobosques de los bosques galería en altitudes de unos 1250 m s. n. m., y también se puede encontrar en las sabanas. En la República Democrática del Congo se encuentra en zonas de bosque denso aisladas.

## Comportamiento
La cosifa cabeciblanca se alimenta de insectos, caza hormigas legionarias en el suelo y atrapa otros insectos en el aire.
Su canto consiste en silvidos repetidos que empiezan suavemente y se hacen cada vez más altos. También se ha registrado un silvido agudo. During observations in 2005, playback of its voice caused a "frantic" response.
Con frecuencia despliega su cola en abanico. En Angola, las observaciones sugieren que sus épocas de crías se producen en febrero, y entre octubre y noviembre. En la República Democrática del Congo la cría se produce entre septiembre y noviembre.

## Estado de conservación
Se ha estimado que el tamaño de la población es de entre 6.000 y 15.000 adultos y entre 10.000 y 19.999 individuos en total. La población posiblemente está en declive a causa de la pérdida de hábitat. El la reserva del bosque Bombo-Lumene la especie está amenazada por la desforestación para la fabricación de carbón vegetal. En Angola los aclarados por medio de la tala y quema para ampliar las zonas agrícolas son su principal amenaza. Por se una especie con un área de distribución pequeña, la UICN la clasifica como especie vulnerable.